# 斯德哥爾摩中央車站
斯德哥爾摩中央車站（瑞典語：Stockholms centralstation，簡稱）是瑞典最大的鐵路車站。車站位於北城的（「瓦薩公路」），於1871年7月18日開始運作。時至今日，該車站不但是全瑞典最大的車站，也是整個北歐地區人流最多的交通中心，每天約有22萬乘客進出。斯德哥爾摩地鐵的地鐵中央站（T-Centralen）為該站的聯外地鐵站，可通往斯德哥爾摩地區各處。

## 車站大樓
車站於1867至1871年間，由興建。路軌於1925年才接駁入車站，但於1925至1927年的翻新中，路軌被移往西，而原先為路軌的位置被改建成長119米、闊28米、高13米的候車大堂。翻新工程中也建造了南部大堂，使車站向南伸展，現時，這部分的車站包括了會議設施。在會議設施旁是王家候車大堂，供王室成員等候列車。
1951年，位於瓦薩公路的出口被建為更簡化的外觀。1958年，通往地鐵站的地下通道開通。
車站前豎立着紐斯·愛立信（Nils Ericson）的石像。